# Girl in red
Marie Ulven Ringheim (Horten, 16 de febrer de 1999), coneguda com a girl in red, és una cantant, productora musical i compositora noruega.

## Vida primerenca
Marie va néixer el 16 de febrer de 1999. Va créixer amb les seves germanes i els seus pares divorciats a la ciutat de Horten, que va descriure com a «tranquil·la i una mica avorrida» en una entrevista amb Triple J a l'octubre del 2019. La seva mare treballava en el camp de la tecnologia i el seu pare treballava com a policia. El seu avi podia tocar la guitarra i el piano, no obstant això, ella va créixer en un entorn sense instruments. Ulven va rebre la seva primera guitarra com a regal de Nadal del seu avi l'any 2012, però no va començar a tocar-la fins al 2013, després de deixar d'estar interessada pel monopatí de dits. Segons ella, el seu avi li va despertar l'interès per la música. Mentre estava a l'escola secundària, Ulven sentia curiositat per ser mestra, abans de començar amb la guitarra i la composició a l'edat de 14 anys. Va aprendre a tocar el piano i la guitarra i a produir música per si sola a la seva habitació. Ulven va començar escrivint i lançant música noruega i volia estudiar música, però mai va arribar a decidir que volia convertir-se en música professional.

## Carrera musical

### 2015–2017: SoundCloud i «I Wanna Be Your Girlfriend»
Després que el seu pare li regalés un micròfon Blue Yeti l'any 2015, Ulven va començar a escriure i llançar música noruega a SoundCloud amb el sobrenom de «Lydia X». Va deixar d'assistir a classes de guitarra al cap de sis mesos, després que el professor es negués a reconèixer el seu interès en la composició i la producció de cançons. Ulven va adoptar el nom artístic «girl in red» després d'enviar un missatge de text a un amic per trobar-se entre la multitud. Amb aquest nou sobrenom, va publicar el seu primer senzill «I Wanna Be Your Girlfriend» a SoundCloud el novembre del 2016, que va obtenir al voltant de 5000 reproduccions en 5 mesos. Després que el senzill aparegués al web de música noruec NRK Urørt, «I Wanna Be Your Girlfriend» va començar a acumular milers de reproduccions i va fer que Ulven guanyés un gran nombre de seguidors en línia.

### 2018–2019:Chapter 1iChapter 2
Els senzills d'Ulven de l'any 2018, «Summer Depression» i «Girls», van obtenir milions de visites i reproduccions en línia. A principis del 2019, va guanyar el seu primer premi: «Norwegian Newcomer of the Year» als Premis GAFFA 2018. Ulven va llançar «I Wanna Be Your Girlfriend» a Apple Music al març del 2018. «I Wanna Be Your Girlfriend» va ser el número 9 de la llista «Les 68 millors cançons de 2018» del The New York Times. El dia 14 de setembre del 2018 va llançar el seu EP debut, Chapter 1. Aquest EP constava de cinc senzills llançats prèviament: «I Wanna Be Your Girlfriend», «Say Anything», «Summer Depression», «4am» i «Girls». La primera cançó de Chapter 1 actualment té més de 150 milions de reproduccions a Spotify. Girl in red va anar de gira com a telonera de Clairo a Dublín i París al setembre del 2018, i va llançar «We Fell in Love in October» el mes de novembre. El tema va aconseguir la posició 14 de les llistes de rock dels Estats Units l'octubre del 2019. A l'octubre del 2018, la cançó «I Wanna Be Your Girlfriend» va guanyar «Årets Urørt» als Premis P3 Gull i va interpretar la cançó durant la cerimònia d'entrega de premis, juntament amb altres artistes com Astrid S, Dagny i Emilie Nicolas. Ulven va fer la seva primera gira per Amèrica del Nord com a telonera de Conan Gray al març del 2019.
Va llançar el seu segon EP, Chapter 2, el 6 de setembre del 2019 amb el segell AWAL. Aquest EP constava de 5 temes: «Watch You Sleep», «I Need To Be Alone», «Dead Girl In The Pool», «I'll Die Anyway» i «Bad Idea!». Aquesta última cançó va ser la més exitosa de l'EP i a l'abril del 2021 tenia més de 70 milions de reproduccions a Spotify. El mateix dia en què va llançar Chapter 2 també va publicar Beginnings, una compilació de tot el seu catàleg individual en un àlbum exclusiu en vinil. Va fer la seva primera gira internacional, «World in Red», a l'octubre del 2019, actuant en diverses ciutats com Dublín i San Francisco. Al novembre del 2019, Dork va anunciar que l'artista encapçalaria la seva Llista d'èxits del 2020 i, en conseqüència, va aparèixer a la portada al desembre del 2019. També va ser portada de Gay Times aquell mateix mes. Ulven va ser nominada per a «Newcomer of the Year» a l'edició del 2019 dels Premis P3 Gull.

### 2020 – actualitat:if I could make it go quietiI'm Doing It Again Baby!
El gener del 2020 va sortir a la portada de NME. També va compondre el senzill «Kate's Not Here» per a la banda sonora original de la pel·lícula de terror sobrenatural The Turning. Va dir a Billboard i NME que el seu objectiu era llançar el seu àlbum de debut, World in Red, al voltant de l'octubre del 2020. El senzill principal de l'àlbum, «Midnight Love», va ser llançat a l'abril del 2020 i Ulven va dir a NME que «[la pandèmia de COVID-19] No detindrà a World In Red, cari!». Al maig del 2020, Ulven va ser inclosa en la llista anual de Dazed 100 després que el seu senzill «I Wanna Be Your Girlfriend» registrés 150 milions de reproduccions.
El març del 2021 va anunciar a través de les seves xarxes socials que el seu àlbum de debut s'anomenaria finalment "if i could make it go quiet" i que sortiria el dia 30 d'abril; també va anunciar que el primer senzill, «Serotonin» es publicaria el dia 3 de març. Aquesta cançó va ser produïda per la mateixa girl in red i per Finneas O'Connell, conegut per produir i escriure moltes de les cançons de la cantant estatunidenca Billie Eilish. «Serotonin» va rebre crítiques positives i va ser considerat el millor tema de l'artista per BBC Radio 1.
El 14 d'abril es va publicar un altre senzill per promocionar l'àlbum, «You Stupid Bitch». Finalment, If I Could Make It Go Quiet es va publicar el dia 30 i en general va tenir bona acollida per part de la crítica, la majoria de la qual considera l'àlbum el millor fins a la data; a més, va tenir força èxit comercial i va ser número 2 a Noruega i 7 a Alemanya i Regne Unit; entre altres bones posicions. L'àlbum va ser produït, escrit i compost per girl in red, juntament amb Matias Tellez i Finneas O'Connell a la producció.
El 2022, Ulven va firmar amb PRO, Global Music Rights (GMR). Al febrer d'aquell any, va signar un contracte amb el segell Columbia Records, després de l'èxit d'If I Could Make It Go Quiet. El segell va confirmar la firma al mitjà de comunicació estatunidenc Variety. El 14 d'octubre va publicar una nova cançó, «October Passed Me By», una seqüela de «We Fell in Love in October». Ulven va ser telonera en diversos concerts de The Eras Tour de Taylor Swift pels Estats Units.
A l'abril del 2024, va publicar el seu últim àlbum, I'm Doing It Again Baby!.

## Vida personal
Ulven viu actualment al districte Grünerløkka d'Oslo i és obertament lesbiana. Entre la comunitat LGBTQ, se la coneix àmpliament i se la considera una referent. Va estudiar producció musical i composició de cançons a la Westerdals Oslo School of Arts, Communication and Technology. S'ha mostrat partidària de la independència de Catalunya.

## Discografia

### Àlbums d'estudi
- 2021: If I Could Make It Go Quiet
- 2024: I'm Doing It Again Baby!

### EPs
- 2018: Chapter 1
- 2019: Chapter 2

### Senzills
- 2017: «I Wanna Be Your Girlfriend»
- 2018: «Say Anything»
- 2018: «Summer Depression»
- 2018: «4am»
- 2018: «Girls»
- 2018: «We Fell in Love in October»
- 2019: «Watch You Sleep»
- 2019: «I Need To Be Alone»
- 2019: «Dead Girl In The Pool»
- 2019: «I’ll Die Anyway»
- 2019: «Bad Idea!»
- 2020: «Kate's Not here»
- 2020: «Something New»
- 2020: «Midnight Love»
- 2020: «Rue»
- 2020: «Two Queens In A King Sized Bed»
- 2021: «Serotonin»
- 2021: «You Stupid Bitch»
- 2021: «Body and Mind»
- 2022: «October Passed Me By»

## Gires musicals
- The World in Red Tour (2019)[33]

### Com a telonera
- Fall Tour (2018) (Clairo)[34]
- The Sunset Shows (2018–19) (Conan Gray)[35]
- Happier Than Ever, The World Tour (2022) (Billie Eilish)
- The Eras Tour (2023) (Taylor Swift)